# Doubleday
Pour les articles homonymes, voir Doubleday (homonymie).
 (mars 2023).
Si vous disposez d'ouvrages ou d'articles de référence ou si vous connaissez des sites web de qualité traitant du thème abordé ici, merci de compléter l'article en donnant les références utiles à sa vérifiabilité et en les liant à la section « Notes et références ».
Doubleday est une maison d'édition américaine fondée en 1897 sous le nom de Doubleday & McClure Company par Frank Nelson Doubleday, en partenariat avec Samuel McClure. Elle appartient aujourd'hui à Random House, filiale du groupe Bertelsmann.

## Histoire
L'un de ses premiers best-sellers est Le Travail de la journée (The Day's Work) de Rudyard Kipling publié en 1898. Sont également publiés durant dans les premières années William Somerset Maugham et Joseph Conrad.
Theodore Roosevelt, Jr. devient plus tard vice-président de la compagnie.
En 1900, le groupe change de nom pour devenir Doubleday, Page & Company, quand Walter Hines Page décide de devenir associé.
En 1922, Nelson Doubleday, fils du fondateur, intègre la maison d'édition.
En 1927, Doubleday fusionne avec la George H. Doran Company, pour devenir Doubleday & Doran, à cette époque le plus grand groupe d'édition du monde anglophone.
En 1946, le groupe devient Doubleday and Company. John Sargent prend la tête de l'entreprise, avec son fils comme associé.
Doubleday est vendu à Bertelsmann en 1986. En 1988 la maison d'édition est intégrée au Bantam Doubleday Dell Publishing Group, qui à son tour finit par devenir une branche de Random House en 1998.

## Éditeurs marquants
- Dean Giles Mgregor
- Jacqueline Kennedy-Onassis

## Auteurs notables
- Andre Agassi
- Isaac Asimov
- Margaret Atwood
- John Barth
- Ray Bradbury
- Dan Brown
- Bill Bryson
- John Burdett
- A. S. Byatt
- Pat Conroy
- Philip K. Dick
- Theodore Dreiser
- Daphne du Maurier
- Jean Dutourd
- James Ellroy
- Michael Ende
- Raymond E. Feist
- John Grisham
- Mark Haddon
- Alex Haley
- Dolores Hitchens
- Michael Jackson
- Carl Jung
- Michio Kaku
- Stephen King
- Rudyard Kipling
- Jon Krakauer
- Jonathan Lethem
- Alistair MacLean
- Peter Mayle
- Henning Mankell
- Eugene McCown
- Herman Melville
- Haruki Murakami
- Vladimir Nabokov
- Chuck Palahniuk
- Vera Pavlova
- Terry Pratchett
- Anne Rice
- David Shields
- Alexander McCall Smith
- Paul Shaffer
- Anne Tyler
- Immanuel Velikovsky
- Jacqueline Wilson
- P. G. Wodehouse
- William H. Whyte

## Filiales
Les filiales d'édition présentes ou passées du groupe Doubleday sont :
- Anchor Books : livres de poche imprimés sur du papier de qualité ; tire son nom de l'ancre (« anchor ») du logo de Doubleday (ancre et dauphin) ; aujourd'hui au sein du groupe d'édition Knopf sous le label Vintage Anchor
- Blakiston Co. : livres scientifiques et médicaux ; vendue en 1947 à McGraw-Hill
- Blue Ribbon Books : fondée en 1933 par Eugene Reynal et achetée en 1939 à Reynal & Hitchcock
- The Crime Club : publication active au cours de la majeure partie du XXe siècle de romans policiers, dont la série Fu Manchu de Sax Rohmer et celle du Saint de Leslie Charteris
- Garden City Publishing Co. : d'abord lors de sa création par Nelson Doubleday une entité séparée pour des réimpressions bon marché de livres déjà publiés par Doubleday ; tire son nom du village Garden City, sur l'île de Long Island (New York), où Doubleday a longtemps eu son siège (jusqu'en 1986)
- Image books : publication de livres catholiques ; toujours en activité
- Nan A. Talese/Doubleday : filiale littéraire créée en 1990
- Permabooks : livres de poche ; filiale créée en 1948
- Rimington & Hooper : éditions limitées de haute qualité
- Triangle Books : achetée en 1939 à Reynal & Hitchcock ; vend des livres bon marché en grande surface
- Zenith Books : dirigée vers la jeunesse afro-américaine

## Librairies
La chaîne de distribution Doubleday Bookstores fait à présent partie de Barnes & Noble.